# Pseudochthonius orthodactylus
Espèce
Pseudochthonius orthodactylus est une espèce de pseudoscorpions de la famille des Chthoniidae.

## Distribution
Cette espèce est endémique du Pará au Brésil. Elle se rencontre vers Belém.

## Description
Le mâle holotype mesure 1,07 mm.

## Publication originale
- Muchmore, 1970 : An unusual new Pseudochthonius from Brazil (Arachnida, Pseudoscorpionida, Chthoniidae). Entomological news, vol. 81, p. 221-224 (texte intégral).